# 토르스텐 마이
토르스텐 마이(독일어: Torsten May, 1969년 9월 10일~)는 독일의 권투 선수, 지도자이다. 1992년 하계 올림픽에서 라이트헤비급 금메달을 획득하였으며, 1991년 세계 선수권 대회에서 라이트급 우승을 차지했다.